# Zarejestrowane kasty i plemiona w Indiach
Zarejestrowane kasty i plemiona – pojęcia prawne w legislacji indyjskiej, odnoszące się do grup społecznych o najniższym statusie ekonomicznym, często wykluczonych z tradycyjnego społeczeństwa indyjskiego, wyraźnie wymienionych w Konstytucji Indyjskiej i pochodnych aktach prawnych.
Stosowane są skróty tych nazw:
- Scheduled Castes = SC
- Scheduled Tribes = ST

## Historia
W okresie władzy brytyjskiej grupy te określane były jako depressed classes (klasy uciskane).
Pojęcie Scheduled Castes częściowo pokrywa się z potocznym określeniem „niedotykalni” (untouchables) lub „pariasi” (outcasts), czy też terminem dalit („uciskani”), preferowanym przez członków tych społeczności, zaś Scheduled Tribes z pojęciem Adivasi.
Z punktu widzenia prawnego sytuacja jest paradoksalna: z jednej strony po odzyskaniu niepodległości Republika Indyjska zniosła system kastowy, z drugiej zaś strony wprowadziła pojęcie Scheduled Castes oraz Scheduled Tribes, oferując członkom najsłabszych społecznie i ekonomicznie grup m.in. pewną pulę miejsc na uczelniach czy w urzędach państwowych w celu wyrównania szans życiowych.

## Liczebność
Według danych ze spisu powszechnego z 2001 r. (Census of India 2001), członkowie Scheduled Castes stanowili około 16%, natomiast członkowie Scheduled Tribes około 8% ogółu społeczeństwa Indii.

## Lista zarejestrowanych plemion (scheduled tribes)

### Andhra Pradesh
- 1. Andh i Raghu
- 2. Bagata
- 3. Bhil
- 4. Chenchu, Chenchwar
- 5. Gadaba
- 6. Gondi Naikpod, Rajgond
- 7. Goudu
- 8. Hill Reddi
- 9. Jatapus
- 10. Kammara
- 11. Kattunayakan
- 12. Kolam, Mannervarlu
- 13. Konda Dhora
- 14. Konda Kapus
- 15. Kondareddis
- 16. Kondhs, Kodi, Kodhu, Desaya Kondhs, Dongria Kondhs, Kuttiya Kondhs, Tikiria Kondhs, Yenity Kondhs
- 17. Kotia, Bentho Oriya, Bartika, Dhulia, Dulia, Holva, Paiko, Putiya, Sanrona, Sidhopaiko
- 18. Koya, Rajah, Rasha Koya, Lingadhari Koya (ordinary), Kottu Koya, Bhine Koya, Rajkoya
- 20. Mali (z wyłączeniem okręgów: Adilabad, Hyderabad, Karimnagar, Khammam, Mahbubnagar, Medak, Nalgonda, Nizamabad i Warangal)
- 21. Manna Dhora
- 22. Mukha Dhora, Nuka Dhora
- 23. Nayaks
- 24. Pardhan
- 25. Porja, Parangiperja
- 26. Reddi Dhora
- 27. Rona, Rena
- 28. Savaras, Kapu Savaras, Maliya Savaras, Khutto Savaras
- 29. Sugali, Lambadi
- 30. Thoti (w okręgach Adilabad, Hyderabad, Karimnagar, Khammam, Mahbubnagar, Medak, Nalgonda, Nizamabad i Warangal)
- 31. Valmiki
- 32. Yenadi
- 33. Yerukula.

### Asam

#### W okręgach autonomicznych
- 1. Chakma
- 2. Dimasa, Kachari
- 3. Garolo
- 4. Hmar
- 5. Khasi, Jaintia, Synteng, Pnar, War, Bhoi, Lyngngam
- 6. Wszystkie grupy Kuki z wyjątkiem:
  - (i) Biate, Biete
  - (ii) Changsan
  - (iii) Chongloi
  - (iv) Doungel
  - (v) Gamalhou
  - (vi) Gangte
  - (vii) Guite
  - (viii) Hanneng
  - (ix) Haokip, Haupit
  - (x) Haolai
  - (xi) Hengna
  - (xii) Hongsung
  - (xiii) Harangkhwal, Rangkhol
  - (xiv) Jongbe
  - (xv) Khawchung
  - (xvi) Khawathlang, Khothalong
  - (xvii) Khelma
  - (xviii) Kholhou
  - (xix) Kipgen
  - (xx) Kuki
  - (xxi) Lengthang
  - (xxii) Lhangum
  - (xxiii) Lhoujem
  - (xxiv) Lhouvun
  - (xxv) Lupheng
  - (xxvi) Mangjel
  - (xxvii) Misao
  - (xxviii) Riang
  - (xxix) Sairhem
  - (xxx) Selnam
  - (xxxi) Singson
  - (xxxii) Sithou
  - (xxxiii) Sukte
  - (xxxiv) Thado
  - (xxxv) Thangngeu
  - (xxxvi) Uibuh
  - (xxxvii) Vaiphei
- 7. Hajong
- 8. Lakher
- 9. Man (tajsko-języczny)
- 10. Wszystkie grupy Mizo
- 11. Mikir
- 12. Wszystkie grupy Naga
- 13. Pawi
- 14. Syntheng
- 15 Burya Sikh

#### Okręgi nieautonomiczneAsamu
- 1. Barman w Cachar
- 2. Bodo
- 3. Deori
- 4. Hojai
- 5. Sonowal
- 6. Lalung
- 7. Mech
- 8. Mising
- 9. Rabha

### Bihar
- 1. Asur
- 2. Baiga
- 3. Banjara
- 4. Bathudi
- 5. Bedia
- 6. Binjhia
- 7. Birhor
- 8. Birjia
- 9. Chero
- 10. Chik Baraik
- 11. Gond
- 12. Gorait
- 13. Ho
- 14. Karmali
- 15. Kharia
- 16. Kharwar
- 17. Khond
- 18. Kisan
- 19. Kora
- 20. Korwa
- 21. Lohara, Lohra
- 22. Mahli
- 23. Mal Paharia
- 24. Munda
- 25. Oraon
- 26. Parhaiya
- 27. Santal
- 28. Sauria Paharia
- 29. Savar

### Gudżarat
- 1. Barda
- 2. Bavacha, Bamcha
- 3. Bharwad
- 4. Bhil, Bhil Garasia, Dholi Bhil, Dungri Bhil, Dungri Garasia, Mewasi Bhil, Rawal Bhil, Tadvi Bhil, Bhagalia, Bhilala, Pawra, Vasava, Vasave
- 5. Charan
- 6. Chaudri
- 7. Chodhara
- 8. Dhanka, Tadvi, Tetaria, Valvi
- 9. Dhodia
- 10. Dubla, Talavia, Halpati
- 11. Gamit, Gamta, Gavit, Mavchi, Padvi
- 12. Gond, Rajgond
- 13. Kathodi, Katkari, Dhor Kathodi, Dhor Katkari, Son Kathodi, Son Katkari
- 14. Kokna, Kokni, Kukna
- 15. Koli
- 16. Koli Dhor, Tokre Koli, Kolcha, Kolgha
- 17. Kunbi
- 18. Naikda, Nayak, Cholivala Nayak, Kapadra Nayak, Mota Nayak, Nana Nayak
- 19. Padhar
- 20. Paradi
- 31. Patelia
- 21. Pardhi, Advichincher, Phase Pardhi (z wyłączeniem okręgów Amreli, Bhavnagar, Jamnagar, Junagadh, Kutch, Rajkot i Surendranagar)
- 22. Pomla
- 23. Rabari
- 24. Rathawa
- 25. Siddi (w okręgach Amreli, Bhavnagar, Jamnagar, Junagadh, Rajkot i Surendranagar)
- 26. Vaghri
- 27. Varli
- 28. Vitolia, Kotwalia, Barodia.
- 29. Dhed
- 30. Khant

### Himachal Pradesh
- 1. Bhot, Bodh
- 2. Gaddi i Shippi

### Karnataka
- 1. Adiyan
- 2. Barda
- 3. Bavacha, Bamcha
- 4. Bhil, Bhil Garasia, Dholi Bhil, Dungri Bhil, Dungri Garasia, Mewasi Bhil, Rawal Bhil, Tadvi Bhil, Bhagalia, Bhilala, Pawra, Vasava, Vasave
- 5. Chenchu, Chenchwar
- 6. Chodhara
- 7. Dubla, Talavia, Halpati
- 8. Gamit, Gamta, Gavit, Mavchi, Padvi, Valvi
- 9. Gond, Naikpod, Rajgond
- 10. Gowdalu
- 11. Hakkipikki
- 12. Hasalaru
- 13. Irular
- 14. Iruliga
- 15. Jenu Kuruba
- 16. Kadu Kuruba
- 17. Kammara
- 18. Kanivan, Kanyan
- 19. Kathodi, Katkari, Dhor Kathodi, Dhor Katkari, Son Kathodi, Son Katkari
- 20. Kattunayakan
- 21. Kokna, Kokni, Kukna
- 22. Koli Dhor, Tokre Koli, Kolcha, Kolgha
- 23. Konda Kapus
- 24. Koraga
- 25. Kota
- 26. Koya, Bhine Koya, Rajkova
- 27. Kudiya, Melakudi
- 28. Kuruba
- 29. Kurumanas, Kumbara
- 30. Maha Malasar
- 31. Malaikudi
- 32. Malasar
- 33. Malayekandi
- 34. Maleru
- 35. Marata (w okręgu Coorg)
- 36. Marati (w okręgu South Kanara)
- 37. Meda
- 38. Naikda, Nayak, Chollivala Nayak, Kapadia Nayak, Mota Nayak, Nana Nayak,
- 39. Palliyan
- 40. Paniyan
- 41. Pardhi, Advichincher, Phanse Pardhi
- 42. Petelia
- 43. Rathawa
- 44. Sholaga
- 45. Siddi
- 46. Soligaru
- 46. Toda
- 47. Valmiki
- 48. Varli
- 50. Vitolia, Kotwalia, Barodia
- 51. Yerava

### Kerala
- 1. Adiyan
- 2. Arandan/ Ernadan
- 3. Eravallan
- 4. Hill Pulaya
- 5. Irular, Irulan
- 6. Kadar
- 7. Kammara
- 8. Kanikaran, Kanikkar
- 9. Kattunayakan
- 10. Kochu Velan
- 11. Konda kapus
- 12. Kondareddi
- 13. Koraga
- 14. Kota
- 15. Kudiya, Melakudi
- 16. Kurichchan
- 17. Kuruman
- 18. Kurumba
- 19. Maha Malasar
- 20. Malai Arayan
- 21. Malai Pandaram
- 22. Malai Vedan
- 23. Malakkuravan
- 24. Malasar
- 25. Malayan
- 26. Malayarayar
- 27. Mannan
- 28. Marati (w talukach Hosdrug i Kasaragod okręgu Cannanore)
- 29. Muthan
- 30. Mudugar
- 31. Muduvan, Muthuvan = Muduvan, Muthuvan
- 32. Paliyan (Palleyan), (Palliyar), Paanan
- 33. Paniyan, Parayan
- 34. Ulladan
- 35. Uraly
- 36. Cholanaickan
- 37. Kattunaickan

### Madhya Pradesh
- 2. Andh
- 3. Baiga
- 4. Bhaina
- 5. Bharia Bhumia, Bhuinhar Bhumia, Bhumiya, Bharia, Paliha, Pando
- 6. Bhattra
- 7. Bhil, Bhilala, Barela, Patelia
- 8. Bhil
- 9. Bhunjia
- 10. Biar, Biyar
- 11. Binjhwar
- 12. Birhul, Birhor
- 13. Damor, Damaria
- 14. Dhanwar
- 15. Gadaba, Gadba
- 16. Gondi, Arrakh, Agaria, Asur, Badi Maria, Bada Maria, Bhatola, Bhimma, Bhuta, Koilabhuta, Koliabhuti, Bhar, Bisonhorn Maria, Chota Maria, Dandami Maria, Dhuru, Dhurwa, Dhoba, Dhulia, Dorla, Gaiki, Gatta, Gatti, Gaita, Gond, Gowari, Hill Maria, Kandra, Kalanga, Khatola, Koitar, Koya, Khirwar, Khirwara, Kucha Maria, Kuchki Maria, Madia, Maria, Mana, Mannewar, Moghya, Mogia, Monghya, Mudia, Muria, Nagarchi, Nagwanshi, Ojha, Raj Gond, Sonjhari, Jhareka, Thatia, Thotya, Wade Maria, Vade Maria, Daroi
- 17. Halba, Halbi
- 18. Kamar
- 19. Karku
- 20. Kawar, Kanwar, Kaur, Cherwa, Rathia, Tanwar, Chattri
- 21. Keer (w okręgach Bhopal, Raisen i Sehore)
- 22. Khairwar, Kondar
- 23. Kharia
- 24. Kondh, Khond, Khand
- 25. Kol
- 26. Kolam
- 27. Korku, Bopchi, Mouasi, Nihar, Nahul, Bhodhi, Bondeya
- 28. Kori, Korwa, Kodaku
- 29. Manjhi
- 30. Majhwar
- 31. Mawasi
- 32. Meena
- 33. Munda
- 34. Nagesia, Nagasia
- 35. Oraon, Dhanka, Dhangad
- 36. Panika [w okręgach (i) Chhatarpur, Panna, Rewa, Satna, Shahdol, Umaria, Sidhi and Tikamgarh, oraz (ii) tehsilach Sevda i Datia okęgu Datia]
- 37. Pao
- 38. Pardhan, Pathari, Saroti
- 39. Pardhi (w okręgach Bhopal, Raisen iSehore)
- 40. Pardhi
- 41. Parja
- 42. Sahariya, Saharia, Seharia, Sehria, Sosia, Sor
- 43. Saonta, Saunta
- 44. Saur
- 45. Sawar, Sawara
- 46. Sonr

### Maharasztra
- 1. Andh
- 2. Baiga
- 3. Barda
- 4. Bavacha, Bamcha.
- 5. Baki
- 6. Bharia Bhumia, Bhuinhar Bhumia, Pando
- 7. Bhattra
- 8. Bhil, Bhil Garasia, Dholi Bhil, Dungri Bhil, Dungri Garasia, Mewasi Bhil, Rawal Bhil, Tadvi Bhil, Bhagalia, Bhilala Pawara, Vasava, Vasave
- 9. Bhunjia
- 10. Binjhwar
- 11. Birhul, Borjee
- 12. Chodhara (poza dystryktami Akola, Amravati, Bhandara, Buldana, Chandrapur, Nagpur, Wardha, Yavatmal, Aurangabad, Beed, Nanded, Osmanabad and Parbhani)
- 13. Dhanka, Tadvi, Tetaria Valvi
- 14. Dhanwar
- 15. Dhodia
- 16. Dubla, Talavia, Halpati
- 17. Gamit, Gamta, Gavit, Mavchi, Padvi
- 18. Gondi, Rajgond, Arrakh, Agaria, Asur, Badi Maria, Bada Maria, Bhatola, Bhimma, Bhuta, Koilabhuta, Koilabhuti, Bhar, Bisonhorn Maria, Chota Maria, Dandami Maria, Dhuru, Dhurwa, Dhoba, Dhulia, Dorla, Kaiki; Gatta, Gatti, Gaita, Gond, Gowari, Hill Maria, Kandra, Kalanga, Khatola, Koitar, Koya, Khirwar, Khirwara, Korku, Kucha Maria, Kuchaki Maria, Madia, Maria, Mana, Mannewar, Moghya, Mogia, Monghya Mudia, Muria, Nagarchi, Naikpod, Nagwanshi, Ojha, Raj, Sonjhari Jhareka, Thatia, Thotya, Wade Maria, Vade Maria
- 19. Halba, Halbi
- 20. Kamar
- 21. Kathodi, Katkari, Dhor Kathodi, Dhor Kathkari Son Kathodi, Son Katkari
- 22. Kawar, Kanwar, Kaur, Cherwa, Rathia, Tanwar, Chattri
- 23. Khairwar
- 24. Kharia
- 25. Kokna, Kokni, Kukna
- 26. Kol
- 27. Kolam, Mannervarlu
- 28. Koli Dhor, Tokre Koli, Kolcha, Kolkha
- 29. Koli Mahadev, Dongar Koli
- 30. Koli Malhar
- 31. Kondh, Khond, Kandh
- 32. Korku, Bopchi, Mouasi, Nihal, Nahul, Bondhi, Bondeya
- 33. Koya, Bhine Koya, Rajkoya
- 34. Nagesia, Nagasia
- 35. Naikda, Nayak, Cholivala Nayak, Kapadia Nayak, Mota Nayak, Nana Nayak
- 36. Oraon, Dhangad/Dhangar
- 37. Pardhan, Pathari, Saroti
- 38. Pardhi, Advichincher, Phans Pardhi, Phanse Pardhi, Langoli Pardhi, Bahelia, Bahellia, Chita Pardhi, Shikari, Takankar, Takia
- 39. Parja
- 40. Patelia
- 41. Pomla
- 42. Rathawa
- 43. Sawar, Sawara,
- 44. Thakur, Thakar, Ka Thakur, Ka Thakar, Ma Thakur, Ma Thakar
- 45. Thoti
- 46. Warli
- 47. Vitolia, Kotwalia, Barodia.

### Manipur
- 1. Aimol
- 2. Anal
- 3. Angami
- 4. Chiru
- 5. Chothe
- 6. Gangte
- 7. Hmar
- 8. Kabui
- 9. Koirao
- 10. Koireng (Koren)
- 11. Kom
- 12. Lamgang
- 13. Mao
- 14. Maram
- 15. Maring
- 16. Wszystkie grupy Mizo
- 17. Monsang
- 18. Moyon
- 19. Paite
- 20. Purum
- 21. Ralte
- 22. Sema w stanie Nagaland
- 23. Simte
- 24. Suhte
- 25. Tangkhul
- 26. Thadou
- 27. Vaiphei
- 28. Zou

### Meghalaya
- 1. Chakma
- 2. Dimasa, Kachari
- 3. Garo
- 4. Hajong
- 5. Hmar
- 6. Khasi, Jaintia, Syteng, Pnar, War, Bhoi, Lyngngam
- 7. Wszystkie grupy Chin-Kuki-Mizo włączając:
  - (i) Biate, Biete
  - (ii) Changsan
  - (iii) Chongloi
  - (iv) Doungel
  - (v) Gamalhou
  - (vi) Gangte
  - (vii) Guite
  - (viii) Hanneng
  - (ix) Haokip, Haupit
  - (x) Haolai
  - (xi) Hengna
  - (xii) Hongsungh
  - (xiii) Hrangkhawl, Rangkhol
  - (xiv) Jongbe
  - (xv) Khawchung
  - (xvi) Khawthlang, Khothalong
  - (xvii) Khelma
  - (xviii) Kholhou
  - (xix) Kipgen
  - (xx) Kuki
  - (xxi) Lengthang
  - (xxii) Lhangum
  - (xxiii) Lhoujen
  - (xxiv) Lhouvun
  - (xxv) Lupheng
  - (xxvi) Mangjel
  - (xxvii) Misao
  - (xxviii) Riang
  - (xxix) Sairhem
  - (xxx) Selnam
  - (xxxi) Singson
  - (xxxii) Sitlhou
  - (xxxiii) Sukte
  - (xxxiv) Thado
  - (xxxv) Thangngeu
  - (xxxvi) Uibuh
  - (xxxvii) Vaiphei
- 8. Lakher
- 9. Man
- 10. Wszystkie szczepy Mizo
- 11. Mikir
- 12. Wszystkie szczepy Naga
- 13. Pawi
- 14. Synteng
- 15. Boro Kacharis
- 16. Koch
- 17. Raba, Rava

### Nagaland
(największe plemiona Nagalandu
- 1. Angami
- 2. Ao Ao
- 3. Chakhesang
- 4. Chang
- 5. Khiamniungan
- 6. Kachari
- 7. Konyak
- 8. Kuki
- 9. Lotha
- 10. Phom
- 11. Pochury
- 12. Rengma
- 13. Sümi
- 14. Sangtam
- 15. Yimchunger
- 16. Zeliang

### Orissa
- 1. Bagata
- 2. Baiga
- 3. Banjara, Banjari
- 4. Bathudi
- 5. Bhottada, Dhotada
- 6. Bhuiya, Bhuyan
- 7. Bhumia
- 8. Bhumij
- 9. Bhunjia
- 10. Binjhal
- 11. Binjhia, Binjhoa
- 12. Birhor
- 13. Bonda, Bondo Poraja
- 14. Chenchu
- 15. Dal
- 16. Desua Bhumji
- 17. Dharua
- 18. Didayi
- 19. Gadaba
- 20. Gandia
- 21. Ghara
- 22. Gond, Gondo
- 23. Ho
- 24. Holva
- 25. Jatapu
- 26. Juang
- 27. Kandha Gauda
- 28. Kawar
- 29. Kharia, Kharian
- 30. Kharwar
- 31. Khond, Kond, Kandha, Nanguli Kandha, Sitha Kandha
- 32. Kisan
- 33. Kol
- 34. Kola Lohara, Kol Loharas
- 35. Kolha
- 36. Koli, Malhar
- 37. Kondadora
- 38. Kora
- 39. Korua
- 40. Kotia
- 41. Koya
- 42. Kulis
- 43. Lodha, Shabar
- 44. Madia
- 45. Mahali
- 46. Mankidi
- 47. Mankirdia
- 48. Matya
- 49. Mirdha
- 50. Munda, Lohara, Mahalis
- 51. Omanatya
- 52. Oraon
- 53. Parenga
- 54. Paroja
- 55. Pentia
- 56. Rajuar
- 57. Santal
- 58. Saora, Savar, Saura, Sahara
- 59. Sounti
- 60. Tharua
- 61. Sahu

### Radżastan
- 1. Bhil Garasia, Dholi Bhil, Dungri Bhil, Dungri Garasia,Mewasi Bhil, Rawal Bhil, Tadvi Bhil, Bhagalia, Bhilala, Pawra, Vasava, Vasave
- 2. Bhil Meena
- 3. Damor, Damaria
- 4. Dhanka Tadvi, Tetaria, Valvi
- 5. Garasia (excluding Rajput Garasia)
- 6. Kathodi, Katkari, Dhor Kathodi, Dhor Katkari, Son Kathodi, Son Katkari, khatik
- 7. Kokna, Kokni, Kukna
- 8. Koli Dhor, Tokre koli, Kolcha, Kolgha
- 9. Mina
- 10. Naikda, Nayak, Cholivala Nayak, Kapadia Nayak, Mota Nayak, Nana Nayak.
- 11. Patelia
- 12. Seharia, Sehria, Sahariya

### Tamil Nadu
- 1. Adiyan
- 2. Aranadan
- 3. Eravallan
- 4. Irular
- 5. Kadar
- 6. Kammara
- 7. Kanikaran, Kanikkar
- 8. Kaniyan, Kanyan
- 9. Kattunayakan
- 10. Kochu Velan
- 11. Konda Kapus
- 12. Kondaredd
- 13. Koraga
- 14. Kota
- 15. Kudiya, Melakudi
- 16. Kurichchan
- 17. Kurumbaa
- 18. Kuruman
- 19. Maha Malasar
- 20. Malai Arayan
- 21. Malai Pandaram
- 22. Malai Vedan
- 23. Malakkuravan
- 24. Malasar
- 25. Malayali
- 26. Malayekandi
- 27. Mannan
- 28. Mudugar, Muduvan
- 29. Muthuvan
- 30. Palleyan
- 31. Palliyan
- 32. Palliyar
- 33. Paniyan
- 34. Sholaga
- 35. Toda
- 36. Uraly

### Bengal Zachodni
- 1. Asur
- 2. Adhikari
- 3. Badia, Bediya
- 4. Bhumij
- 5. Bhutia, Szerpa, Toto, Dukpa, Kagatay, Tybetańczycy, Yolmo
- 6. Birhor
- 7. Birjia
- 8. Chakma
- 9. Chero
- 10. Chik Baraik
- 11. Garo
- 12. Gond
- 13. Gorait
- 14. Hajang
- 15. Ho
- 16. Karmali
- 17. Kharwar
- 18. Khond
- 29. Kisan
- 20. Kora
- 21. Korwa
- 22. Lepcza
- 23. Lodha, Kheria, Kharia
- 24. Lohara, Lohra
- 25. Magh
- 26. Mahali
- 27. Mahli
- 28. Mal Pahariya
- 29. Mech
- 30. Mru
- 31. Munda
- 32. Nagesia
- 33. Oraon
- 34. Parhaiya
- 35. Rabha
- 36. Santal
- 37. Sauria Paharia
- 38. Savar
- 39. Tamang
- 40. Subba

### Tripura
- Tipra
- Riang
- Jamatia
- Chakma
- Halam (Like, Hrangkhawl, Molsom, Bongcher etc.)
- Noatia
- Mog
- Kuki
- Garo
- Munda
- Lushai
- Oraon
- Santal
- Uchai
- Khasia
- Bhil
- Lepcza
- Bhutia
- Chaimal

### Mizoram
- 1. Chakma
- 2. Dimasa (Kachari)
- 3. Garo
- 4. Hajong
- 5. Hmar
- 6. Khasi i Jaintia (włączając Khasi, Synteng i Pnar, War, Bhoi i Lyngngam)
- 7. Wszystkie grupy Kuki włączając:
  - (i) Baite lub Biete
  - (ii) Changsan
  - (iii) Chongloi
  - (iv) Doungel
  - (v) Gamalhou
  - (vi) Gangte
  - (vii) Guite
  - (viii) Hanneng
  - (ix) Haokip (Haupit)
  - (x) Haolai
  - (xi) Hengna
  - (xii) Hongsungh
  - (xiii) Hrangkhawl (Rangkhol)
  - (xiv) Jongbe
  - (xv) Khawchung
  - (xvi) Khawathlang (Khothalong)
  - (xvii) Khelma
  - (xviii) Kholhou
  - (xix) Kipgen
  - (xx) Kuki
  - (xxi) Lengthang
  - (xxii) Lhangum
  - (xxiii) Lhoujem
  - (xxiv) Lhouvun
  - (xxv) Lupheng
  - (xxvi) Mangjel
  - (xxvii) Missao
  - (xxviii) Riang
  - (xxix) Sairhem
  - (xxx) Selnam
  - (xxxi) Singson
  - (xxxii) Sitlhou
  - (xxxiii) Sukte
  - (xxxiv) Thado
  - (xxxv) Thangngeu
  - (xxxvi) Uibuh
  - (xxxvii) Vaiphei
- 8. Lakher (Mara)
- 9. Man
- 10. Wszystkie grupy Mizo
- 11. Mikir
- 12. Wszystkie grupy Naga
- 13. Pawi

### Arunaćal Pradeś
Wszystkie plemiona w tym stanie, włączając w to:--
- 1. Abor
- 2. Aka
- 3. Apatani
- 4. Dafla
- 5. Galong
- 6. Khampti
- 7. Khowa
- 8. Mishmi
- 9. Monpa
- 10. Tangsa
- 11. Sherdukpen
- 12. Singpho
- 13. Phake

(W Arunachal Pradesh jest więcej plemion))

### Goa
- 1 Velip
- 2 Gawada
- 3 Kunbis

### Chhattisgarh
1. Agariya
2. Andh
3. Baiga
4. Bhaina
5. Bharia Bhumia, Bhuinhar Bhumia, Bhumiya, Bharia, Paliha, Pando
6. Bhattra
7. Bhil, Bhilala, Barela, Patelia
8. Bhil Meena
9. Bhunjia
10. Biar, Biyar
11. Binjhwar
12. Birhul, Birhor
13. Damor, Damaria
14. Dhanwar
15. Gadaba, Gadba
16. Gond, Arrakh, Agaria, Asur, Badi Maria, Bada Maria, Bhatola, Bhimma, Bhuta, Koilabhuta, Kolibhuti, Bhar, Bisonhorn Maria, Chota Maria, Dandami Maria, Dhuru, Dhurwa, Dhoba, Dhulia, Dorla, Gaiki, Gatta, Gatti, Gaita, Gond, Gowari Hill Maria, Kandra, Kalanga, Khatola, Koitar, Koya, Khirwar, Khirwara, Kucha Maria, Kuchaki Maria, Madia, Maria, Mana, Mannewar, Moghya, Mogia, Monghya, Mudia, Muria, Nagarchi, Nagwanshi, Ojha, Raj Gond, Sonjhari, Jhareka, Thatia, Thotya, Wade Maria, Vade Maria, Daroi.
17. Halba, Halbi
18. Kamar
19. Karku
20. Kawar, Kanwar, Kaur, Cherwa, Rathia, Tanwar, Chattri
21. Khairwar, Kondar
22. Kharia
23. Kondh, Khond, Kandh
24. Kol
25. Kolam
26. Korku, Bopchi, Mouasi, Nihar, Nahul, Bondhi, Bondeya
27. Korwa, Kodaku
28. Majhi
29. Majhwar
30. Mawasi
31. Munda
32. Nagesia, Nagasia
33. Oraon, Dhanka, Dhangad
34. Pao
35. Pardhan, Pathari, Saroti
36. Pardhi,
37. Sahariya, Saharia, Seharia, Sehria, Sosia, Sor
38. Saonta, Saunta
39. Saur
40. Sawar, Sawara
41. Sonr

### Uttarakhand
1. Bhutia
2. Bauxa
3. Jaunsari
4. Raji
5. Tharu

### Jharkhand
1. Asur
2. Baiga
3. Banjara (Kora)
4. Bathudi
5. Bedia
6. Binjhia
7. Birhor
8. Birjia
9. Chero
10. Chick Baraik
11. Gond
12. Gorait
13. Ho
14. Karmali
15. Kharia
16. Kharwar
17. Kond
18. Kisan
19. Korwa
20. Lohra
21. Mahli
22. Mal Pahariya
23. Munda
24. Oraon
25. Parhaiya
26. Santhal
27. Sauria Paharia
28. Savar
29. Bhumij